# Burton Cummings
 (août 2021).
Si vous disposez d'ouvrages ou d'articles de référence ou si vous connaissez des sites web de qualité traitant du thème abordé ici, merci de compléter l'article en donnant les références utiles à sa vérifiabilité et en les liant à la section « Notes et références ».
Burton Cummings, né le 31 décembre 1947 à Winnipeg, est un auteur-compositeur-interprète, musicien canadien, il joue aussi bien du piano que de la guitare et de la flûte traversière.
Il fut le chanteur soliste et pianiste du groupe canadien The Guess Who. Pendant ses 10 années avec ce groupe, soit de 1965 à 1975, il chanta et écrivit des chansons telles que American Woman, No Time, Share the Land, Hand Me Down World, Undun, Laughing, Star Baby, No Sugar Tonight/New Mother Nature, et These Eyes - entre autres. Sa carrière solo inclut des chansons telles que Stand Tall, My Own Way to Rock et You Saved My Soul.

## Biographie
Burton naît et grandit à Winnipeg, la ville natale de tous les membres de la formation originale des Guess Who. Il est élevé principalement par sa mère, Rhoda, n'ayant jamais connu son père qui quitte avant que le petit n'atteigne un an. Il va à la St John's High School. Son premier groupe, The Deverons (à ne pas confondre avec un autre groupe du même nom, The Deverons, qui eurent un certain succès dans les années 1960 dans la musique country/rhythm n' blues) sortirent deux singles pour le petit label REO. Le premier, Blue Is The Night / She's Your Lover fut enregistré dans une station de radio locale, le second Lost Love / Feel Alright a été enregistré aux studios Kay Bank à Minneapolis où les Guess Who iraient fréquemment par la suite. Il se joignit aux Guess Who en 1966, remplaçant d'abord leur claviériste Bob Ashley puis éventuellement leur chanteur Chad Allan.

### Succès avec The Guess Who
Entre 1966 à 1969, les Guess Who étaient un des groupes les plus besogneux au Canada, malgré quelques singles et un album The Wild Pair en compagnie d'une autre formation canadienne, The Stacattos, et des apparitions régulières à la télé de CBC pour l'émission Let's Go !, le succès semble vouloir les ignorer.
Toutefois, en 1969, le groupe sort "These eyes", co-écrite par Burton Cummings et leur guitariste Randy Bachman, qui fut un succès international. Il sera suivi d'un autre "Laughing" toujours écrit par le duo Cummings-Bachman. Puis la chanson "Undun" de Randy Bachman avec un solo de flûte traversière jazzée de Burton Cummings. Jusqu'en 1970 alors que le groupe se retrouve à la première position avec le méga-hit "American woman", qui sort en single avec en face b "No sugar tonight" qui sera aussi un gros succès.
Éventuellement, des conflits sérieux entre le chanteur Burton Cummings et le guitariste Randy Bachman, partiellement causés par les profondes croyances religieuses mormones de Bachman à l'époque, pousseront le guitariste à quitter et il ira former le groupe Brave Belt avec l'ancien chanteur des Guess Who, Chad Allan, puis il formera Bachman-Turner Overdrive avec ses deux frères et le bassiste Fred Turner. Il sera remplacé au sein des Guess Who par le guitariste Kurt Winter, le groupe continuera alors sur sa lancée à produire des succès sous la direction du chanteur Cummings. Devenu le leader du groupe, il sort des titres tels que "Hand Me Down World", "Share the Land", "Hang on to Your Life", "Albert Flasher", et "Rain Dance". En 1973, sort l'album "Artificial Paradise", avec des pièces comme "Bye Bye Babe", "Follow your daughter home" et la très belle "Samantha's living room" écrite et chantée par le guitariste Donnie McDougall.
En 1975, Burton quitte le groupe et opte pour une carrière solo, sortant des chansons telles que "Stand Tall" qui deviendra un hit sur le chart américain se rendant en deuxième position. D'autres succès suivront, "I'm Scared", "Break it to Them Gently" et "Fine State of Affairs.", et son album "Dream of a child" de 1978 sera le meilleur disque canadien de cette époque.
En 1982, on le retrouve aux côtés de Paul Sorvino, Glynnis O'Connor et Don Johnson dans le film "Melanie", au cours duquel on peut aussi entendre ses chansons "You Saved My Soul", "Real Good" et "Something Old, Something New" qui sont sur l'album "Sweet  Sweet" sorti en 1981, juste avant le film. On peut aussi trouver sur cet album la chanson "Mother, keep your daughters in" qui fait référence à la très belle pièce "Follow your daughter home" des Guess Who. En mai 2018, Cummings a été impliqué dans un grave accident de voiture à Los Angeles, nécessitant une thérapie physique et mentale et l'annulation de plusieurs semaines de représentations.

## Discographie

### Albums
| Year | Album                          | Chart positions | Chart positions | CRIA        |
| Year | Album                          | CAN             | US              | CRIA        |
| ---- | ------------------------------ | --------------- | --------------- | ----------- |
| 1976 | Burton Cummings                | 5               | 30              | 2× Platinum |
| 1977 | My Own Way to Rock             | 4               | 51              | 2× Platinum |
| 1978 | Dream of a Child               | 11              | 203             | 3× Platinum |
| 1980 | Woman Love                     | 4               | —               | Platinum    |
| 1980 | The Best of Burton Cummings    | —               | —               | 2× Platinum |
| 1981 | Sweet Sweet                    | 36              | —               | Gold        |
| 1984 | Heart                          | 89              | —               | —           |
| 1990 | Plus Signs                     | 43              | —               | Gold        |
| 1994 | The Burton Cummings Collection | —               | —               | —           |
| 1996 | Up Close and Alone             | 29              | —               | Platinum    |
| 2008 | Above the Ground               | 16              | —               | —           |

### Singles
| Year | Single                           | Chart positions | Chart positions | Chart positions | Chart positions | Chart positions | Album              |
| Year | Single                           | CAN AC          | CAN             | CAN Country     | US              | US Country      | Album              |
| ---- | -------------------------------- | --------------- | --------------- | --------------- | --------------- | --------------- | ------------------ |
| 1976 | "Stand Tall"                     | 1               | 4               | —               | 10              | —               | Burton Cummings    |
| 1977 | "I'm Scared"                     | 6               | 43              | —               | 61              | —               | Burton Cummings    |
| 1977 | "Timeless Love"                  | 13              | 44              | —               | —               | —               | My Own Way to Rock |
| 1977 | "My Own Way to Rock"             | —               | 38              | —               | 74              | —               | My Own Way to Rock |
| 1977 | "Your Backyard"                  | —               | 63              | —               | —               | —               | My Own Way to Rock |
| 1978 | "Break It to Them Gently"        | 1               | 9               | —               | 85              | —               | Dream of a Child   |
| 1979 | I Will Play a Rhapsody           | 3               | 20              | —               | —               | —               | Dream of a Child   |
| 1979 | "Takes a Fool to Love a Fool"    | —               | —               | 19              | —               | 33              | Dream of a Child   |
| 1979 | "Meanin' So Much"                | 14              | 75              | —               | —               | —               | Dream of a Child   |
| 1979 | "Draggin' 'Em Down the Line"     | 33              | 85              | —               | —               | —               | single only        |
| 1980 | "Fine State of Affairs"          | 30              | 10              | —               | —               | —               | Woman Love         |
| 1980 | "One and Only"                   | 48              | 78              | —               | —               | —               | Woman Love         |
| 1981 | "You Saved My Soul"              | 12              | 31              | —               | 37              | —               | Sweet Sweet        |
| 1982 | "Mother Keep Your Daughters In"  | 24              | —               | —               | —               | —               | Sweet Sweet        |
| 1982 | "Something Old, Something New"   | 26              | —               | —               | —               | —               | Sweet Sweet        |
| 1984 | "Love Dream"                     | 23              | —               | —               | —               | —               | Heart              |
| 1985 | "Whatever Happened to Your Eyes" | 27              | —               | —               | —               | —               | Heart              |
| 1990 | "Take One Away"                  | 6               | 16              | —               | —               | —               | Plus Signs         |
| 1990 | "One Day Soon"                   | 27              | 60              | —               | —               | —               | Plus Signs         |
| 1990 | "The Rock's Steady"              | —               | 97              | —               | —               | —               | Plus Signs         |
| 1990 | "Free"                           | 9               | 72              | —               | —               | —               | Plus Signs         |
| 2004 | "With God on Our Side"           | —               | 29              | —               | —               | —               | single only        |
| 2008 | "We Just Came from the U.S.A."   | —               | —               | —               | —               | —               | Above the Ground   |
| 2008 | "Dream"                          | —               | —               | —               | —               | —               | Above the Ground   |